# Entacmaea quadricolor
Entacmaea quadricolor is een zeeanemonensoort uit de familie Actiniidae.
Entacmaea quadricolor is voor het eerst wetenschappelijk beschreven door Leuckart in Rüppell & Leuckart in 1828.